# Orx (Francia)
Orx è un comune francese di 510 abitanti situato nel dipartimento delle Landes nella regione della Nuova Aquitania. Fa parte della regione naturale ed ex viscontea della Maremne.

## Società

### Evoluzione demografica
Abitanti censiti